# Heteropoda martusa
Heteropoda martusa là một loài nhện trong họ Sparassidae.
Loài này thuộc chi Heteropoda. Heteropoda martusa được Peter Jäger miêu tả năm 2000.